# プラスティック・オノ・バンド
プラスティック・オノ・バンド（Plastic Ono Band）は、1969年から1975年にかけて、ジョン・レノンが主にオノ・ヨーコとともに音楽活動を行う際に使用したバンド名、並びに、活動のたびに変遷を重ねたバンド名を含む総称である。
レノンの死後、オノは2009年より「ヨーコ・オノ・プラスティック・オノ・バンド」として音楽活動を再開している。

## 解説
バンドのコンセプトは「実在しない概念的なバンド」「固定メンバーがいない」「観客もバンドのメンバー」というレノンの構想が基になっている。そのため録音や公演を行うたびに招かれたミュージシャンがメンバーとしてクレジットされ、バンド名もその都度変化していった。バンド名は、オノがスタジオでプラスティック製のスタンドを使っていたことにちなんでレノンが命名したものである。

### 始動：ジョン＆ヨーコ
1969年1月の「ゲット・バック・セッション」を終えたビートルズの各メンバーはソロ活動を行っていた。レノンは3月20日にジブラルタルでオノと結婚すると、3月26日から31日にかけて新婚旅行先のオランダ・アムステルダムで「平和のためのベッド・イン」を行うなど、2人の動向を大々的に報道するマスコミを利用して、平和活動を展開した。
5月12日、レノンとオノはEMIスタジオで、3月にハリスンがプレストンと行ったジャム・セッションの音源のミキシング作業に参加し、拍手をオーバーダビングした。この曲は「Jam Peace」と名付けられ、アーティスト名は「プラスティック・オノ・バンド」となった。これがバンド名の最初の公式使用であった。
5月26日からレノンとオノは カナダケベック州モントリオールで2回目の「ベッド・イン」を行い、6月1日には様々な著名人をホテルに招いて「平和を我等に」の録音を行い、さらに2人で「ヨーコの心」も録音した。この2曲は「プラスティック・オノ・バンド」名義初のシングルとしてイギリスでは7月4日に発売され、シングル・チャートで2位を獲得、アメリカでも7日に発表され、ビルボードで14位まで上昇した。
8月にアルバム『アビイ・ロード』の録音が終了すると、レノンとオノはエリック・クラプトンらとともに、9月13日にカナダオンタリオ州トロントで開催された「ロックン・ロール・リバイバル・コンサート」に「プラスティック・オノ・バンド」として初めて出演した。9月末から10月にかけて、公演で新曲として演奏した「コールド・ターキー」と「京子ちゃん心配しないで」をリンゴ・スターやクラプトンらと録音し、10月24日にセカンド・シングルとして発売した。「コールド・ターキー」はBBCなどで放送禁止曲に指定されてしまったが、イギリスでは14位、アメリカでも30位を記録した。
11月26日、レノンは1967年のセッションで録音されていた「ユー・ノウ・マイ・ネーム」と『ザ・ビートルズ (ホワイト・アルバム)』の制作中に録音されアウトテイクとなっていた「ホワッツ・ザ・ニュー・メリー・ジェーン」を「プラスティック・オノ・バンド」のサード・シングルとするために編集作業を行った。12月5日に発表することがアップルから公式に告知されたが、直前になって中止となった。
レノンは12月15日にロンドンで行われるユニセフ主催公演『ピース・フォー・クリスマス』に出演するため、9月のトロントでのメンバーに招集をかけた。すると、デラニー&ボニーのツアーに同行していたクラプトンがハリスンらツアー・メンバーを引き連れて参加した。この模様は後にアルバム『サムタイム・イン・ニューヨーク・シティ』に収められ、メンバーは「プラスティック・オノ・スーパー・グループ」と名付けられた。また同時にニューヨークのタイムズスクエアなど世界11都市で一斉に「WAR IS OVER！ IF YOU WANT IT  Happy Christmas From John & Yoko 」とクリスマス・メッセージが書かれた看板を設置するとともに、ポスターを貼り出したり新聞広告を出したりなどの平和活動を行った。レノンは看板の費用を尋ねられたとき、「私は知らないが、それは誰かの人生よりも安い」と答えた。
1970年1月27日、「インスタント・カーマ」を作曲から録音まで1日で仕上げ、オノの「誰が風を見た」とともに「プラスティック・オノ・バンド」のサード・シングルとして僅か10日後の2月6日に発表した。フィル・スペクターがプロデュースしたこの曲はイギリスで5位、アメリカでも3位を獲得する大ヒットとなった。
9月26日～10月9日にかけて、レノンはスペクターを迎えてアルバム『ジョンの魂』の録音を行うと、引き続き10月10日～11月6日にかけてオノのアルバム『ヨーコの芸術』の録音を行った。12月11日にそれぞれ「ジョン・レノン／プラスティック・オノ・バンド」「ヨーコ・オノ／プラスティック・オノ・バンド」の名義で2枚同時に発表した。
1971年1月21日、イギリスの労働運動家との対談で触発を受けたレノンは、より強く直接的な楽曲を作ろうと考え、「パワー・トゥ・ザ・ピープル」を作曲すると、翌日録音を行った。3月12日にイギリスでオノの「オープン・ユア・ボックス」とともに「ジョン・レノン／プラスティック・オノ・バンド」「ヨーコ・オノ／プラスティック・オノ・バンド」の名義でリリースした。
5月22日、わいせつ雑誌の出版にあたるとして前年に訴追されたイギリスのアンダーグラウンド雑誌『オズ』の支援を依頼されていたレノンは「ゴッド・セイヴ・オズ」と「ドゥ・ジ・オズ」の2曲を録音した。しかし、契約上の理由でそのまま発表することは出来なかったので、6月16日にマル・エヴァンズが連れてきたビル・エリオットと、オノのボーカルをオーバーダビングした。その際、アメリカでは『オズ』の認知度が低かったため、レノンは題名と歌詞が理解されないと考え直し、「ゴッド・セイヴ・オズ」から「ゴッド・セイヴ・アス」に変更した。7月に発売する際には「（ビル・エリオット・アンド・）エラスティック・オズ・バンド」名義で行われた。
一方6月6日にはニューヨーク・フィルモア・イーストでのフランク・ザッパ＆ザ・マザーズ・オブ・インヴェンションの公演にレノンとオノがゲスト出演した。この模様も後にアルバム『サムタイム・イン・ニューヨーク・シティ』に収められた。
6月23日から7月5日の間、レノンはアルバム『イマジン』の録音を、オノはアルバム『フライ』の録音を行った。

### 停滞：アメリカ移住
1971年9月、レノンとオノは活動の拠点をアメリカ合衆国ニューヨーク州ニューヨークに移し、9日に「ジョン・レノン／プラスティック・オノ・バンド」名義で『イマジン』を、21日には「ヨーコ・オノ／プラスティック・オノ・バンド」名義で『フライ』を発表した。
10月28日から31日にかけて「ハッピー・クリスマス（戦争は終った）」と「ほら、聞いてごらん、雪が降っているよ」を録音し、アメリカで12月1日に「ジョン＆ヨーコ＆プラスティック・オノ・バンド・ウィズ・ザ・ハーレム・コミュニティ合唱団」と「ヨーコ＆プラスティック・オノ・バンド」名義で発表した。
12月10日にレノンとオノはミシガン州アナーバーで行われたジョン・シンクレア支援コンサートに出演、さらに12月17日にはニューヨークのアポロ・シアターで行われたアッティカ刑務所暴動の犠牲者の家族のための公演にも参加した。レノンはこれらの音源も『サムタイム・イン・ニューヨーク・シティ』に収録するつもりでミキシングを行ったが、結局実現はしなかった。
12月15日、レノンは世界中をクルーズ船で巡りながら寄港地で地元のバンドとセッションや公演を行うという「ザ・ジョン＆ヨーコ・モービル・ポリティカル・プラスティック・オノ・バンド・ファン・ショー」の構想を発表した。しかし、当時レノンは大麻不法所持による逮捕歴を理由としたアメリカへの再入国禁止処分中で、自由にアメリカ国外へ出ることができなかったため、地元ニューヨークのロック・バンド、エレファンツ・メモリーやジム・ケルトナーらセッション・ミュージシャンとの活動に限定されてしまった。
1972年3月に『サムタイム・イン・ニューヨーク・シティ』の録音を終えると、レノンとオノはセッションに参加していたエレファンツ・メモリーのアルバム制作を4月から5月にかけて行った。「ローカル・プラスティック・オノ・バンド」という曲も録音され、アルバムの最後に収められた。
4月24日、先行シングル「女は世界の奴隷か!／シスターズ・オー・シスターズ」を「ジョン・レノン／プラスティック・オノ・バンド・ウィズ・エレファンツ・メモリー・アンド・インヴィジブル・ストリングス」名義でリリースしたが、世の中には日常的に差別が存在していることを明らかにする目的で、あえて差別用語「ニガー」を使ったために放送禁止となってしまった。しかし、5月11日にエレファンツ･メモリーを引き連れて出演した「ディック･キャベット･ショー」では、レノンは「女は世界の奴隷か!」を、オノは「ウィー・アー・オール・ウォーター」を披露した。
6月12日にアルバム『サムタイム・イン・ニューヨーク・シティ』をアメリカで発表したが、政治色の強さが災いしたために低評価で、チャート順位もビートルズ解散以降最低の48位にとどまった。
8月30日、レノンとオノはニューヨークのマディソン・スクエア・ガーデンで行われた、テレビ司会者ジェラルド・リベラ主催の精神発達遅滞児童を援助するためのチャリティ・イベント「ワン・トウ・ワン」コンサートに「ザ・プラスティック・エレファンツ･メモリー・バンド」として出演した。
9月6日には筋ジストロフィー患者を援助する24時間チャリティテレビ番組『ジェリー・ルイス・レイバー・デイ・テレソン』にエレファント・メモリーとともに出演した。
その後、レノンは『サムタイム・イン～』への不評、連邦捜査局による監視、そしていくつかの訴訟を抱えたことの影響で創作意欲を失い、1972年10月～11月にかけて行なわれたオノのアルバム『無限の大宇宙』の録音と、1973年3月にロサンゼルスで行われた「アイム・ザ・グレイテスト」の録音への参加を除き、音楽活動から遠ざかってしまった。

### 分裂：2人の別居
1973年1月8日、オノは「ヨーコ・オノ／プラスティック・オノ・バンド・ウィズ・エレファンツ・メモリー、エンドレス・ストリングス・アンド・クワイア・ボーイズ」名義で『無限の大宇宙』を発表すると、シングル「女性上位万歳」を「ヨーコ・オノ・アンド・プラスティック・オノ・バンド・ウィズ・エレファンツ・メモリー」名義で、日本限定発売を行った。
4月1日、レノンはオノとニューヨークで会見を開き、概念上の国家「ヌートピア」の建国を宣言した。
6月3日、オノはマサチューセッツ州ケンブリッジのハーバード大学で全米女性機構(NOW)が主催する第1回国際フェミニスト会議に招かれ、講演を行った。その際、レノンを従えて生演奏を行った。この会議の参加者との交流で触発され多くの曲を作ったオノは、出来上がった曲をアルバムにすべく、デヴィッド・スピノザなどニューヨークのセッション・ミュージシャンを集めて録音を開始した。このアルバム『空間の感触』が完成すると、レノンも新しいアルバムを同じメンバーで録音したいと考え、7月から8月にかけて録音を行った。セッション開始直後にオノの提案で別居が始まると、レノンは終了後にカリフォルニア州ロサンゼルスに移住した。
10月29日にアルバム『マインド・ゲームス（ヌートピア宣言）』を「ジョン・レノン／ザ・プラスティック・ユー・エフ・オノ・バンド」名義で発表、続いて11月2日に『空間の感触』を「ヨーコ・オノ／ザ・プラスチック・オノ・バンド・アンド・サムシング・ディフレント」名義で発表した。
1974年7月から8月にかけて、レノンはアルバム『心の壁、愛の橋』の録音を行った。9月23日に「ジョン・レノン・ウィズ・プラスティック・オノ・ニュークリアー・バンド」名義で発表した、エルトン・ジョンが参加した先行シングル「真夜中を突っ走れ」はレノン初の全米1位となり、3日後の26日に発表されたアルバムも『イマジン』以来の全米1位となった。
一方、オノは8月10日から19日の間、「ヨーコ・オノ&プラスティック・オノ・スーパー・バンド」として5都市6公演の日本ツアーを行った。ツアーに先立ち、日本限定シングル「夢を持とう／イット・ハプンド」を発表した。ツアーの初日は7月31日から8月10日の間、 福島県郡山市の開成山公園で開催された『ワンステップフェスティバル』の最終日に行われた野外ロックコンサートだった。なお、当時レノンとオノは別居状態が続いており、「プラスティック・オノ・バンド」の音楽活動の中で生前唯一レノンが全く関わっていないものとなった。

### 停止：ジョンの死
1975年2月にカバー・アルバム『ロックン・ロール』を発表すると、レノンはEMI／キャピトル・レコードとの契約が満了する前に新曲のアルバム制作を計画していたが、折しも前年末に和解したオノが妊娠したため、過去の作品を集めたコンピレーション・アルバムを発表することにした。10月20日にベスト・アルバム『シェイヴド・フィッシュ〜ジョン・レノンの軌跡』を「ジョン・レノン／プラスティック・オノ・バンド」名義で発表した後、息子ショーンの育児に専念するため音楽活動を停止した。これによりこのベスト・アルバムは生前レノンが関わった「プラスティック・オノ・バンド」最後の作品となった。
1980年11月にオノとの共作アルバム『ダブル・ファンタジー』を発表した後、レノンは翌年にワールド・コンサート・ツアーを行う計画を進めていたが、12月に殺害されてしまったため、「プラスティック・オノ・バンド」の名称を彼が使う機会は失われてしまった。またオノもレノンの死後、断続的に音楽活動を行っていたが、「プラスティック・オノ・バンド」の名称を使うことはなかった。

### 再始動：ショーン＆ヨーコ
2008年9月に息子ショーンがチボ・マットの本田ゆからと音楽レーベル「キメラ・ミュージック」を立ち上げると、オノはレーベルのコンピレーション・アルバムに「ヨーコ・オノ・プラスティック・オノ・バンド」として参加することを決め、録音を行った。
2009年1月21日、キメラ・ミュージックはコンピレーション・アルバム『Chimera Music Release No.0』の日本先行リリースに合わせて、東京渋谷のLIQUIDROOM ebisuで「Chimera Music Show」を行った。その際、オノはゲスト出演していたコーネリアスこと小山田圭吾とそのバンドの演奏を非常に気に入り、彼らをニューヨークに招き、ダニエル・カーターなど地元の即興演奏家たちとともに新しいアルバムを制作することにした
。アルバム『ビトウィーン・マイ・ヘッド・アンド・ザ・スカイ』が完成すると、9月16日の日本先行発売に合わせて来日し、テレビ番組に出演するなど、積極的に広報活動を行った。さらに11月18日に東京国際フォーラムで、24日には大阪芸術ホールで35年ぶりの日本公演を行った。また11月26日には東京でショーケース・ライヴ『CHIMERA MUSIC SHOW #１』に出演した。
2010年2月16日、ニューヨークにあるブルックリン・アカデミー・オブ・ミュージックのハワード・ギルマン・オペラハウスで、約40年ぶりとなる1日限りの公演『WE ARE PLASTIC ONO BAND』を開催した。このライヴには、クラプトン、ポール・サイモン、ベット・ミドラーらがゲスト出演した。また10月1日、2日には『WE ARE PLASTIC ONO BAND スペシャル・アンコール・パフォーマンス』として、オルフェウム・シアターでロサンゼルス公演を開催した。同公演には、ネルス・クライン、イギー・ポップ、レディ・ガガ、キム・ゴードン、サーストン・ムーアらがゲスト出演した。
2011年3月27日、オノとショーンはニューヨークのコロンビア大学 ミラー劇場で行われた『ジャパン・ベネフィット・コンサート』、さらに29日には ル・ポアソン・ルージュで『YOKO ONO & FRIENDS TO JAPAN WITH LOVE』に「ヨーコ・オノ・プラスティック・オノ・バンド」として出演した。これらは3月11日に発生した東日本大震災 の被災者に対する義援金を集める目的のチャリティ・コンサートであった。10月9日、アイスランド・ レイキャビクで行われた「イマジン・ピース・タワー」の点灯式にオノとショーンが出席、「ヨーコ・オノ・プラスティック・オノ・バンド」がライヴ演奏を行った。終盤には元ビートルズのスターや故ハリスンの妻オリビア、息子のダーニ、クリス・ジャンスドッティル市長も登場し、全員で「平和を我等に」を熱唱した。さらに10月13日には、音楽フェスティバル「アイスランド・エアウェイブス・フェスティバル」に他のキメラ・ミュージック所属アーティストとともに「ヨーコ・オノ・プラスティック・オノ・バンド」も出演した。12月5日、オノが「ヨーコ・オノ・プラスティック・オノ・バンド」名義で参加したアメリカのバンド、ザ・フレーミング・リップスのクリスマス・ソング「アトラス・イーツ・クリスマス」の新しいヴァージョンがストリーミング配信された。さらに、12月31日から翌1月1日にかけてオクラホマシティで行われたリップスのライヴに出演した。
2012年4月21日、リップスが レコード・ストア・デイのために限定発売した２枚組コンピレーション・アルバム『ザ・フレーミング・リップスと愉快な仲間たち』にコラボレーション曲「DO IT！（フィーチャリング・ヨーコ・オノ／プラスティック・オノ・バンド）」が収録された。
2013年2月17日、「ヨーコ・オノ・プラスティック・オノ・バンド」はオノの80歳の誕生日にベルリンのフォルクスビューネで生演奏を行った。4月、オノは20周年を迎える総合芸術イベント『 メルトダウン・フェスティバル2013』（6月14日～23日）のディレクターに就任。初日にロイヤル・フェスティバル・ホールで「ヨーコ・オノ・プラスティック・オノ・バンド」が出演した。8月28日には、「ヨーコ・オノ・プラスティック・オノ・バンド」名義のアルバム『地獄の果てまで連れてって』を発表した。4年ぶりのこのアルバムにはレニー・クラヴィッツらが参加していた。10月2日、「ヨーコ・オノ・プラスティック・オノ・バンド」はアメリカCBSのバラエティ番組『レイト・ショー・ウィズ・デイヴィッド・レターマン』に出演。ニュー・アルバムから「笑い猫が泣いている（Cheshire Cat Cry）」をリップスと共演した。12月24日にはTHE HUFFINGTON POSTによる2013年度のミュージックビデオベスト20に、『地獄の果てまで連れてって』収録の「バッド・ダンサー／BAD DANCER」が選ばれた。
2014年6月29日、「ヨーコ・オノ・プラスティック・オノ・バンド」はイギリスの『 グラストンベリー2014』に出演した。7月26日には『FUJI ROCK FESTIVAL ‘14』に出演した。
2015年5月17日から9月7日までニューヨーク近代美術館で展覧会『オノ・ヨーコ／ワン・ウーマン・ショー1960-1971』が開催された。期間中のイベントとして8月14日、15日に「ヨーコ・オノ・プラスティック・オノ・バンド」の生演奏が行われた。なお、これ以降もオノやショーンは音楽活動を続けているが、「プラスティック・オノ・バンド」としての活動は行われていない。

## バンド名の変遷と参加メンバー
PLASTIC ONO BAND
- 1969年6月1日　シングル「平和を我等に ／ヨーコの心」レコーディング
ジョン・レノン（リード・ボーカル、アコースティック・ギター）、オノ・ヨーコ（手拍子、タンバリン、バック・ボーカル）、トミー・スムーザー（アコースティック・ギター）、アンドレ・ペリー（パーカッション）、
コーラス：ティモシー・リアリーと妻ローズマリー、ジョセフ・シュワルツ、ペトゥラ・クラーク[71]、ディック・グレゴリー、アレン・ギンズバーグ、マレー・ザ・K、デレク・テイラー、フィル・スペクター、その場にいた報道陣など

THE PLASTIC ONO BAND
- 1969年9月13日　『ロックン・ロール・リバイバル・コンサート』出演
ジョン・レノン（ボーカル、ギター）、オノ・ヨーコ（ボーカル、パフォーマンス）、エリック・クラプトン（ギター）、クラウス・フォアマン（ベース）、アラン・ホワイト（ドラムス）

PLASTIC ONO BAND
- 1969年9月30日、10月3日　シングル「コールド・ターキー／京子ちゃん心配しないで」レコーディング
ジョン・レノン（ボーカル、ギター）、オノ・ヨーコ（ボーカル）、エリック・クラプトン（ギター）、クラウス・フォアマン（ベース）、リンゴ・スター（ドラムス）

JOHN & YOKO/PLASTIC ONO BAND（PLASTIC ONO SUPERGROUP）
- 1969年12月15日　ユニセフ『ピース・フォー・クリスマス』コンサート出演
ジョン・レノン（ボーカル、ギター）、オノ・ヨーコ（ボーカル、パフォーマンス）、ジョージ・ハリスン（ギター）、エリック・クラプトン（ギター）、デラニー&ボニー（ギター、パーカッション）、クラウス・フォアマン（ベース）、ニッキー・ホプキンス（ピアノ）、ビリー・プレストン（オルガン）、ボビー・ウィットロック（キーボード）、キース・ムーン（ドラムス）、ジム・ゴードン （ドラムス）、アラン・ホワイト（ドラムス）、ディノ・ダネリ（ドラムス）、"レッグス" ラリー・スミス（ドラムス）、ジム・プライス（トランペット）、ボビー・キーズ（サックス）、「数千人の観客」[注釈 42]

YOKO ONO LENNON/PLASTIC ONO BAND
- 1970年1月　シングル「誰が風を見た」レコーディング
オノ・ヨーコ（ボーカル、フルート、リコーダー）、ジョン・レノン（ギター）、 ジョン・バーハム（チェンバロ）

JOHN ONO LENNON/PLASTIC ONO BAND
- 1970年1月27日　シングル「インスタント・カーマ」レコーディング
ジョン・レノン（ボーカル、キーボード）、オノ・ヨーコ（バック・ボーカル）、ビリー・プレストン（ピアノ）、クラウス・フォアマン（ベース、バック・ボーカル）、アラン・ホワイト（ドラムス、ピアノ、バック・ボーカル）、ジョージ・ハリスン（ギター、ピアノ、バック・ボーカル）、マル・エヴァンズ（チャイム、手拍子、バック・ボーカル）、アラン・クライン （バック・ボーカル）、近くのナイトクラブの客[72]（バック・ボーカル）

JOHN LENNON/PLASTIC ONO BAND
- 1970年9月26日～10月9日　アルバム『ジョンの魂』レコーディング
ジョン（ボーカル、ギター、ピアノ、オルガン）、クラウス・フォアマン（ベース）、リンゴ・スター（ドラムス）、ビリー・プレストン（ピアノ）、フィル・スペクター（ピアノ）

YOKO ONO/PLASTIC ONO BAND
- 1970年10月10日～11月6日　アルバム『ヨーコの芸術』レコーディング
オノ・ヨーコ（ボーカル）、ジョン・レノン（ギター）、クラウス・フォアマン（ベース）、リンゴ・スター（ドラムス）、ジョージ・ハリスン（シタール）、オーネット・コールマン（トランペット）、チャーリー・ヘイデン、デビッド・イゼンソン（コントラバス）、エド・ブラックウェル（ドラムス）

JOHN LENNON/PLASTIC ONO BAND
- 1971年1月22日～2月　シングル「人々に勇気を」レコーディング
ジョン（ボーカル、アコースティック・ギター、ピアノ）、ボビー・キーズ（サックス）、ビリー・プレストン（ピアノ、キーボード）、クラウス・フォアマン（ベース）、ジム・ゴードン（ドラムス）、ロゼッタ・ハイタワー 他（バック・ボーカル）

YOKO ONO/PLASTIC ONO BAND
- 1971年1月～3月　シングル「オープン・ユア・ボックス」レコーディング
オノ・ヨーコ（ボーカル）、ジョン（ギター）、クラウス・フォアマン（ベース）、ジム・ゴードン（ドラムス）

ELASTIC OZ BAND
- 1971年4月17日　「ゴッド・セイヴ・オズ」レコーディング
「マジック・マイケル」ラムスデン（ボーカル）、ジョン・レノン（アコースティック・ギター）、チャールズ・マレー（アコースティック・ギター）、モーリーン・グレイ（アコースティック・ギター）、クラウス・フォアマン（ベース）、ティナ・ヨルゲンセン（ピアノ）、リンゴ・スター（ドラムス）、スティーブ・ブレンデル[注釈 43]（コンガ）、マイク・ダウド（マラカス）、フェリックス・デニス（マラカス）、スタニスラフ・デミジュク（タンバリン）、その他のオズ支援者（バック・ボーカル）
- 1971年5月22日、6月16日　シングル「ゴッド・セイヴ・アス／ドゥ・ジ・オズ」レコーディング
ビル・エリオット（ボーカル）、ジョン・レノン（ボーカル、エレクトリック・ギター）、クラウス・フォアマン（ベース）、ニッキー・ホプキンス（ピアノ）、フィル・ケンジー（テナー・サックス）、ジェフ・ドリスコ（テナー・サックス）、デイヴ・コックスヒル（バリトン・サックス）、ジム・ケルトナー（ドラムス）、オノ・ヨーコ（ボーカル）

JOHN & YOKO PLASTIC ONO BAND with FRANK ZAPPA AND THE MOTHERS OF INVENTION（PLASTIC ONO MOTHERS）
- 1971年6月6日　ニューヨーク・フィルモア・イーストでのフランク・ザッパ＆ザ・マザーズ・オブ・インヴェンションのライヴにゲスト出演
ジョン・レノン（ボーカル、ギター）、ヨーコ・オノ（ボーカル、パフォーマンス）
フランク・ザッパ＆ザ・マザーズ・オブ・インヴェンション : フランク・ザッパ（リードギター、ボーカル）、エインズレー・ダンバー (ドラムス)、ボブ・ハリス（キーボード）、ハワード・ケイラン（ボーカル）、マーク・ヴォルマン （ボーカル）、ジム・ポンズ （ベース、バック・ボーカル）、ドン・プレストン（キーボード、エレクトロニクス）、イアン・アンダーウッド（キーボード、バック・ボーカル、ウッドウィンド）

JOHN LENNON/PLASTIC ONO BAND
- 1971年6月23日〜7月5日　アルバム『イマジン』レコーディング
ジョン・レノン（ボーカル、エレクトリック・ギター、アコースティック・ギター、ピアノ、ハーモニカ、ホイッスル）、クラウス・フォアマン（ベース、コントラバス）、ジョージ・ハリスン（エレクトリック・ギター、スライド・ギター、ドブロ・ギター）ニッキー・ホプキンス（ピアノ、エレクトリック・ピアノ）、アラン・ホワイト（ドラムス、ティンシャ、ビブラフォン）、ジム・ケルトナー（ドラムス）、ジム・ゴードン（ドラムス）、キング・カーティス（サックス）、ジョン・バーハム（ハーモニウム、ビブラフォン）、ジョン・トゥアウト（ピアノ）、テッド・ターナー（アコースティック・ギター）、ロッド・リントン（アコースティック・ギター）、ジョーイ・モランド（アコースティック・ギター）、トム・エヴァンズ（アコースティック・ギター）、アンディー・クレスウェル・デイビス（アコースティック・ギター）、マイク・ピンダー（タンバリン）、スティーヴ・ブレンデル（コントラバス、マラカス）フィル・スペクター（バック・ボーカル）、ザ・フラックス・フィドラーズ[注釈 44]（弦楽器）

YOKO ONO and THE PLASTIC ONO BAND with JOE JONES TONE DEAF MUSIC CO.
- 1971年1月～7月　アルバム『フライ』レコーディング
オノ・ヨーコ（ボーカル、クラベス）、ジョン・レノン（エレクトリック・ギター、ピアノ、オルガン、キーボード）、クラウス・フォアマン（ベース、エレクトリック・ギター、ベル、シンバル、パーカッション）、ボビー・キーズ（クラベス）、エリック・クラプトン（ギター）、ジム・ケルトナー（ドラムス、タブラ、パーカッション）、リンゴ・スター（ドラムス）、ジム・ゴードン（ドラムス）、クリス・オズボーン（ドブロ・ギター）、ジョー・ジョーンズ（キーボード）

JOHN ＆ YOKO AND THE PLASTIC ONO BAND with THE HARLEM COMMUNITY CHOIR
- 1971年10月28日～31日　シングル「ハッピー・クリスマス（戦争は終った）」レコーディング
ジョン・レノン（ボーカル、アコースティック・ギター）、オノ・ヨーコ（ボーカル）、ヒュー・マクラッケン（アコースティック・ギター）、クリス・オズボーン（アコースティック・ギター）、テディ・アーウィン（アコースティック・ギター）、スチュアート・シャーフ（アコースティック・ギター）、クラウス・フォアマン（ベース）、ニッキー・ホプキンス（ピアノ、チューブラーベル、グロッケンシュピール）、ジム・ケルトナー（ドラムス、ベル）、ハーレム・コミュニティ・クワイア（バック・ボーカル）、ニューヨーク・フィルハーモニック（ストリングス）

YOKO ONO AND PLASTIC ONO SUPER BAND
- 1971年10月30日　シングル「ほら、聞いてごらん、雪が降っているよ」レコーディング
オノ・ヨーコ（ボーカル）、ジョン・レノン（アコースティック・ギター）、ヒュー・マクラッケン（アコースティック・ギター）、クラウス・フォアマン（ベース）、ニッキー・ホプキンス（ピアノ）、ジム・ケルトナー（ドラムス）

JOHN & YOKO/PLASTIC ONO BAND with ELEPHANT’S MEMORY and INVISIBLE STRINGS（PLASTIC ONO ELEPHANT’S MEMORY）
- 1971年11月～1972年3月20日　アルバム『サムタイム・イン・ニューヨーク・シティ』レコーディング
ジョン・レノン（ギター、ボーカル）、オノ・ヨーコ（ボーカル）、ジム・ケルトナー（ドラムス、パーカッション）
エレファンツ・メモリー : ウェイン・テックス・ガブリエル（ギター）、ゲーリー・ヴァン・ショク – ベース、スタン・ブロンスタイン（サクソフォーン、フルート）、アダム・イッポリート（ピアノ、オルガン）、リチャード・フランク・ジュニア（ドラムス、パーカッション）、ジョン・ラ・ボス（ピアノ）、

PLASTIC ONO ELEPHANT'S MEMORY BAND
- 1972年2月15日『マイク・ダグラス ショー』出演
オノ・ヨーコ（ボーカル）、ジョン・レノン（ギター）、バーバラ・ローデン（アフリカンドラム）、ジェリー・ルービン（アフリカンドラム）、
エレファンツ・メモリー : ウェイン・テックス・ガブリエル（リードギター）、ゲーリー・ヴァン・ショク（ベース）、スタン・ブロンステイン（サックス）、アダム・イッポリート（キーボード）、リチャード・フランク・ジュニア（ドラムス）

- 1972年５月11日『ディック･キャベット･ショー』出演（収録は5月3日）
ジョン・レノン（ギター、ボーカル）、オノ・ヨーコ（ボーカル）、
エレファンツ・メモリー : ウェイン・テックス・ガブリエル（リードギター）、ゲーリー・ヴァン・ショク（ベース）、スタン・ブロンステイン（サックス）、アダム・イッポリート（キーボード）、リチャード・フランク・ジュニア（ドラムス）

- 1972年8月30日『ワン・トゥ・ワン』コンサート出演
ジョン・レノン（ボーカル、ギター、キーボード）、オノ・ヨーコ（ボーカル、キーボード）、 ジョン・ワード（ベース）、ジム・ケルトナー（ドラムス）
エレファンツ・メモリー : ウェイン・テックス・ガブリエル（リードギター）、ゲーリー・ヴァン・ショク（ベース）、スタン・ブロンステイン（サックス）、アダム・イッポリート（キーボード）、リチャード・フランク・ジュニア（ドラムス）

- 1972年９月６日『ジェリー・ルイス・MDA・ショー・オブ・ストレングス（レイバー・デイ・テレソン）』出演
ジョン・レノン（ギター、ボーカル）、オノ・ヨーコ（ボーカル）、
エレファンツ・メモリー : ウェイン・テックス・ガブリエル（リードギター）、ゲーリー・ヴァン・ショク（ベース）、スタン・ブロンステイン（サックス）、アダム・イッポリート（キーボード）、リチャード・フランク・ジュニア（ドラムス）

YOKO ONO/PLASTIC ONO BAND with ELEPHANT’S MEMORY, ENDLESS STRINGS and CHOIR BOYS
- 1972年10月～11月　アルバム『無限の大宇宙』レコーディング
オノ・ヨーコ（ボーカル、ピアノ）、ジョン・レノン（ギター、バッキング・ボーカル）[注釈 45]、ミック・ジャガー（ギター）
エレファンツ・メモリー : ウェイン・テックス・ガブリエル（リードギター）、ゲーリー・ヴァン・ショク（ベース、トランペット）、スタン・ブロンステイン（サックス、フルート、クラリネット）、アダム・イッポリート（ピアノ、ハモンドオルガン、ハーモニウム、トランペット）、リチャード・フランク・ジュニア（ドラムス、パーカッション）、ダリア・プライス（カスタネット）

YOKO ONO AND THE PLASTIC ONO BAND with ELEPHANT’S MEMORY
- 1972年12月　シングル「女性上位万歳」レコーディング
オノ・ヨーコ（ボーカル）
エレファンツ・メモリー : ウェイン・テックス・ガブリエル（リードギター）、ゲーリー・ヴァン・ショク（ベース）、スタン・ブロンステイン（サックス）、アダム・イッポリート（キーボード）、リチャード・フランク・ジュニア（ドラムス）

YOKO ONO／THE PLASTIC ONO BAND and SOMETHING DIFFERENT
- 1973年6月　アルバム『空間の感触』レコーディング
オノ・ヨーコ（ボーカル）、ジョン・レノン（ギター）[注釈 46]、デヴィッド・スピノザ（アコースティック・ギター）、ケン・アッシャー （ピアノ、ハモンドオルガン、メロトロン）、ゴードン・エドワーズ（ベース）、ジム・ケルトナー（ドラムス）、リック・マロッタ （ドラムス）、マイケル・ブレッカー（サックス）、スニーキー・ピート・クライノウ（ペダル・スティール・ギター）、アーサー・ジェンキンス （パーカッション）、 デイヴィッド・フリードマン（ヴィブラフォン）、ドン・フランク・ブルックス（ハーモニカ）、ジェレミー・スタイグ（フルート）、アンドリュー・スミス（ドラムス）、ロバート・クレイナー （ベース）、サムシング・ディファレント（コーラス）

PLASTIC U.F.ONO BAND
- 1973年7月～8月　アルバム『マインド・ゲームス』レコーディング
ジョン・レノン（ボーカル、ギター、クラヴィコード、パーカッション）、ケン・アッシャー（ピアノ、ハモンドオルガン、メロトロン）、デヴィッド・スピノザ（リード・ギター）、ゴードン・エドワーズ（ベース）、ジム・ケルトナー（ドラムス）、リック・マロッタ（ドラムス）、マイケル・ブレッカー（サックス）、スニーキー・ピート・クライノウ（ペダル・スティール・ギター）、サムシング・ディファレント（バッキング・ボーカル）

PLASTIC ONO NUCLEAR BAND
- 1974年7月～8月　アルバム『心の壁、愛の橋』レコーディング
ジョン・レノン（ボーカル、ギター、ピアノ、ホイッスル、パーカッション）、エルトン・ジョン（ボーカル、ピアノ、オルガン）、ニッキー・ホプキンス（ピアノ）、ジェシ・エド・デイヴィス（ギター）、クラウス・フォアマン（ベース）、ジム・ケルトナー（ドラムス）、ハル・ブレイン（ドラムス）、ジュリアン・レノン（ドラムス）、エディー・モトウ（アコースティック・ギター）、ケン・アッシャー（ピアノ、ハモンドオルガン、メロトロン）、アーサー・ジェンキンス（パーカッション）、 ハリー・ニルソン（バッキング・ボーカル）
リトル・ビッグ・ホーンズ : ロン・アプレア（アルト・サックス）、ボビー・キーズ（テナー・サックス）、フランク・ヴィカーリ（テナー・サックス）、ハワード・ジョンソン （バリトン・サックス）、スティーブ・マダイオ（トランペット）
ザ・フィルハーモニック・オーケストレンジ（弦楽器、管楽器）、
44thストリート・フェアリーズ : ジョーイ・ダンブラ、ロリ・バートン、メイ・パン（バッキング・ボーカル）

YOKO ONO AND PLASTIC ONO SUPER BAND
- 1974年　アルバム『A STORY』、シングル「夢を持とう」レコーディング
オノ・ヨーコ（ボーカル）、デヴィッド・スピノザ（ギター）、ヒュー・マックラケン（ギター）、ゴードン・エドワーズ（ベース）、ケン・アッシャー（キーボード）、レオン・ペンダーヴィス （キーボード）、アーサー・ジェンキンス（パーカッション）、リック・マロッタ（ドラムス）、マイケル・ブレッカー（テナー・サックス）、ランディ・ブレッカー（トランペット）、アラン・ルービン（トランペット）、ルー・デル・ガット （バリトン・サックス、バス・クラリネット）、ジョージ・ヤング（フルート、クラリネット）、アン・E・サットン（バッキング・ボーカル）、エリン・ディキンズ（バッキング・ボーカル）、ゲイル・カンタ（バッキング・ボーカル）、ルイーズ・メッシーナ（バッキング・ボーカル）、サムシング・ディファレント（バッキング・ボーカル）

- 1974年8月　『ワンステップフェスティバル』出演時
オノ・ヨーコ（ボーカル）、スティーヴ・カーン（ギター）、アンディ・ミューソン（ベース）、ドン・グロルニック（キーボード）、スティーヴ・ガッド （ドラムス）、リック・マロッタ（ドラムス）、マイケル・ブレッカー（サックス、フルート）、ランディ・ブレッカー（トランペット）

YOKO ONO PLASTIC ONO BAND
- 2009年　アルバム『ビトウィーン・マイ・ヘッド・アンド・ザ・スカイ』レコーディング
オノ・ヨーコ（ボーカル）、ショーン・レノン（アコースティック&エレクトリック・ギター、ピアノ、キーボード、ベース、ドラムス、パーカッション）、小山田圭吾（ギター、ベース、テノリオン、プログラミング、パーカッション）、清水ひろたか（ギター、パーカッション）、あらきゆうこ（ドラムス、パーカッション）、本田ゆか（プロツールス、サンプラー、エレクトリック・ピアノ、オルガン、パーカッション）、シャザド・イスマイリー（ギター、ベース、ドラムス、パーカッション）、 マイケル・レオンハルト（トランペット、ヴィブラフォン、パーカッション）、エリック・フリードランダー（チェロ）、ダニエル・カーター（テナー・サックス、フルート）、インディゴ・ストリート（ギター）

- 2009年9月25日『僕らの音楽』出演時
- 2009年11月18日、24日『BETWEEN MY HEAD AND THE SKYコンサート・ツアー』
- 2009年11月26日『CHIMERA MUSIC SHOW #１』
オノ・ヨーコ（ボーカル）、ショーン・レノン（ギター）、本田ゆか（キーボード）、小山田圭吾（ギター）、清水ひろたか（ギター、パーカッション）、あらきゆうこ（ドラムス、パーカッション）、細野晴臣（ベース）

- 2010年2月16日 「WE ARE PLASTIC ONO BAND」ニューヨーク公演出演時
オノ・ヨーコ（ボーカル）、ショーン・レノン（ギター）、本田ゆか（キーボード）、小山田圭吾（ギター）、清水ひろたか（ギター、パーカッション）、あらきゆうこ（ドラムス、パーカッション）、細野晴臣（ベース）
スペシャルゲスト：エリック・クラプトン、クラウス・フォアマン、サーストン・ムーア、キム・ゴードン、ポール・サイモン、ベット・ミドラー、ジム・ケルトナー、マーク・ロンソン

- 2010年10月1日、2日 「WE ARE PLASTIC ONO BAND」スペシャル・アンコール・パフォーマンス　ロサンゼルス公演出演時
オノ・ヨーコ（ボーカル）、ショーン・レノン（ギター）、本田ゆか（キーボード）、小山田圭吾（ギター）、清水ひろたか（ギター、パーカッション）、あらきゆうこ（ドラムス、パーカッション）、細野晴臣（ベース）、
スペシャルゲスト：ペリー・ファレル、キャリー・フィッシャー、ヴィンセント・ギャロ、RZA、ハーパー・サイモン、チューン・ヤーズ
　　　 ＜10月1日＞ネルス・クライン、イギー・ポップ、マイク・ワット
　　　 ＜10月2日＞レディ・ガガ、キム・ゴードン、サーストン・ムーア

- 2013年　アルバム『地獄の果てまで連れてって』レコーディング
オノ・ヨーコ（ボーカル）、ショーン・レノン（ボーカル、ギター、ベース、ドラムマシーン、キーボード、パーカッション、シンセサイザー）、本田ゆか（キーボード、ローズ・ピアノ、シンセサイザー）、小山田圭吾（ギター、シンセサイザー）、清水ひろたか（ギター）、あらきゆうこ（ドラムス、パーカッション、シンセサイザー）、クリストファー・シーン・パウエル（パーカッション）、 レニー・クラヴィッツ （ドラムス、クラリネット）、メリル・ガーバス （空き瓶、ドラムス、パーカッション、ローズ・ピアノ、声）、ネイト・ブレナー（ベース、空き瓶、パーカッション、声）、ケビン・ハーパー（空き瓶）、アドロック（プログラミング・ドラム）、マイクD（プログラミング・ドラム）、マイケル・レオンハート（メロフォン、パーカッション）、ネルス・クライン（ギター、ラップ・スチール・ギター、ループ・ステーション、パーカッション）、クエストラブ （ドラムス）、ジャレッド・サミュエル（パーカッション、シンセサイザー）、シャザド・イスマイリー（ギター、ベース、パーカッション）、アンドリュー・ワイアット（ローズ・ピアノ）、エリック・フリードランダー（チェロ）、ジョイス・ハンマン（バイオリン）、ロイス・マーティン（ヴィオラ）、ビル・ダブロウ（ドラムス、パーカッション）、ジュリアン・レイジ（アコースティック・ギター）、トーマス・バートレット（ピアノ）

## 作品

### アルバム
- 平和の祈りをこめて - LIVE PEACE IN TORONTO 1969 （1969年）
- ジョンの魂 - JOHN LENNON / PLASTIC ONO BAND （1970年）
- ヨーコの心 - YOKO ONO / PLASTIC ONO BAND （1970年）
- イマジン - IMAGINE （1971年）
- フライ - FLY （1971年）
- サムタイム・イン・ニューヨーク・シティ - SOME TIME IN NEW YORK CITY （1972年）
- 無限の大宇宙 - APPROXIMATELY INFINITE UNIVERSE （1973年）
- マインド・ゲームス（ヌートピア宣言） - MIND GAMES （1973年）
- 空間の感触 - FEELING THE SPACE （1973年）
- 心の壁、愛の橋 - WALLS AND BRIDGES （1974年）
- ライヴ・イン・ニューヨーク・シティ - LIVE IN NEW YORK CITY （1986年）
- ビトウィーン・マイ・ヘッド・アンド・ザ・スカイ - BETWEEN MY HEAD AND THE SKY （2009年）
- 地獄の果てまで連れてって - TAKE ME TO THE LAND OF HELL （2013年）

### シングル
- 平和を我等に／ヨーコの心 - Give Peace A Chance / Remember Love（1969年）
- 冷たい七面鳥／京子ちゃん心配しないで - Cold turkey / Don’t Worry Kyoko（1969年）
- インスタント・カーマ／誰が風を見た - Instant karma! / Who Has Seen The Wind？（1970年）
- マザー／ホワイ - Mother /  Why （1970年）
- パワー・トゥ・ザ・ピープル／オープン・ユア・ボックス - Power To The People / Open Your Box（1971年）
- ゴッド・セイヴ・アス／ドゥ・ジ・オズ - God Save Us / Do The Oz（1971年）
- イマジン／イッツ・ソー・ハード - Imagine / It's So Hard（1971年）
- ミセス・レノン／ミッドサマー・ニューヨーク - Mrs. Lennon / Midsummer New York（1971年）
- ハッピー・クリスマス（戦争は終った）／ほら、聞いてごらん、雪が降っているよ -  Happy Xmas (War Is Over) / Listen, the Snow Is Falling（1971年）
- 女は世界の奴隷か！／シスターズ・オー・シスターズ -  Woman Is the Nigger of the World / Sisters, O Sisters（1972年）
- ナウ・オア・ネヴァー／ムーヴ・オン・ファスト - Now or Never / Move on Fast（1972年）
- サマンサの死／ヤン・ヤン - Death of Samantha /  Yang Yang （1973年）
- 女性上位万歳 - Josejoi Banzai (Part 1)／Josejoi Banzai (Part 2) （1973年）
- ウーマン・パワー／メン・メン・メン - Woman Power / Men, Men, Men（1973年）
- マインド・ゲームス - Mind Games / Meat City（1973年）
- 夢を持とう／イット・ハプンド -  Yume O Motou (Let's Have a Dream) / It Happened（1974年）
- 真夜中を突っ走れ／ビーフ・ジャーキー -  Whatever Gets You Thru The Night / Beef Jerky（1974年）
- 夢の夢／ホワット・ユー・ガット -  #9 Dream /  What You Got（1975年）
- イマジン／労働階級の英雄 -  Imagine /  Working Class Hero（1975年）

### 映像作品

#### ライヴ演奏
- スウィート・トロント - SWEET TORONTO（1998年） [VHS & LD & DVD]
- ジョン･レノン・ライヴ - LIVE IN NEW YORK CITY （1986年）[VHS & LD]
- ワン・トゥ・ワン - ONE TO ONE （1992年）[VHS & LD]

#### ドキュメンタリー・記録
- ギブ・ピース・ア・チャンス - JOHN & YOKO THE BED IN（1991年） [VHS& LD]
- ジョン・レノン&オノ・ヨーコ イヤー・オブ・ピース - JOHN & YOKO’S YEAR OF PEACE（2002年）[DVD]
- JOHN & YOKO GIVE PEACE A SONG~メイキング・オブ・平和を我らに~ - JOHN & YOKO GIVE PEACE A SONG（2005年） [DVD]
- メイキング・オブ・『ジョンの魂』- JOHN LENNON JOHN LENNON PLASTIC ONO BAND – CLASSIC ALBUMS（2008年） [DVD]
- イマジン/ジョン・レノン 特別版 - IMAGINE / JOHN LENNON DELUXE EDITION （1991年）[VHS & LD & DVD]
- イマジン - IMAGINE: THE FILM （2000年）[VHS & LD]
- ギミ・サム・トゥルース - GIMME SOME TRUTH（2000年）[VHS & DVD]
- JOHN & YOKO THE DICK CAVETT SHOW（2006年） [DVD]
- ジョン&ヨーコ イン マイク・ダグラス ショー - THE MIKE DOUGLAS　SHOW with JOHN LENNON ＆ YOKO ONO（2001年） [VHS &DVD]
- ヨーコ・オノ・レノン、ゼン・アンド・ナウ - YOKO ONO THEN & NOW（1984年）[VHS & LD]
- PEACE BED アメリカVSジョン・レノン - PEACE BED THE U.S. vs JOHN LENNON（2008年）[DVD]
- ジョン・レノン、ニューヨーク - LENNONYC（2011年）[DVD & Blu-ray]

#### ミュージック・ビデオ集
- ジョン・レノン・ビデオ・コレクション - The JOHN LENNON Video Collection（1992年）[VHS & DVD]
- レノン・レジェンド ~ザ・ヴェリー・ベスト・オブ・ジョン・レノン - JOHN LEGEND The very best of John Lennon（2003年） [DVD]

## その他
- ポール・マッカートニーは「カミング・アップ」のミュージック・ビデオにおいて自分自身を含む10人のミュージシャンを演じているが、ドラムセットに「THE PLASTIC MACS」と書かれている。また長髪で左利きのベーシストがジャケットの下に日本語で「ザ・プラスティック・マックス」と書かれたTシャツを着ている。これは「プラスティック・オノ・バンド」と、レノンが1968年の『ロックンロール・サーカス』出演時に結成したバンド、ザ・ダーティー・マックに由来している[73]。
- 日本のロック・バンド、サディスティック・ミカ・バンドは、「プラスティック・オノ・バンド」をもじって名付けられた[74]。